# Cordaid
Cordaid is een Nederlandse van oorsprong katholieke organisatie voor ontwikkelingssamenwerking. Cordaid is in 2000 opgericht in Den Haag met het ideaal mensen in nood te helpen en de armoede structureel te bestrijden. De naam stond oorspronkelijk voor "Catholic Organisation for Relief and Development Aid". 
Voorheen stond de organisatie vooral bekend onder de namen van de fondsmerken Cordaid Memisa, Cordaid Mensen in Nood, Cordaid Microkrediet en Cordaid Kinderstem. In januari 2021 heeft de van oorsprong protestantse ontwikkelingsorganisatie ICCO zich bij Cordaid gevoegd. Wereldwijd heeft de hulporganisatie ongeveer 1400 mensen in dienst waarvan 140 medewerkers in Nederland zijn gestationeerd (2021). Het werkterrein ligt voornamelijk in Afrika en het Midden-Oosten en de organisatie heeft een besteedbaar budget van ongeveer 220 miljoen euro (2021).

## Geschiedenis
Cordaid ontstond eind 2000 uit een fusie van twee katholieke ontwikkelingsorganisaties: Memisa Medicus Mundi (1925) en Mensen in Nood (1914). Tegelijkertijd werd een intensieve samenwerking aangegaan met Bilance (Vastenaktie Nederland/Cebemo). Kinderstem was tot oktober 2004 onderdeel van Mensen in Nood. Om zich beter te kunnen richten op de kinderen in de sloppenwijken werd Cordaid Kinderstem in een apart fonds ondergebracht. Cordaid Microkrediet werd opgericht in oktober 2006 naar aanleiding van het tienjarige jubileum van de microfinancieringsactiviteiten. Op 1 januari 2007 sloot Bond Zonder Naam (1938) zich aan bij Cordaid. In 2011 werd de campagnesamenwerking met Vastenaktie beëindigd. Vanaf begin 2018 treedt de organisatie alleen nog naar buiten onder de naam Cordaid. De fondsmerken blijven bestaan in de vorm van thema's: noodhulp (Mensen in Nood), gezondheidszorg (Memisa), werk en inkomen (Microkrediet), onderwijs (Kinderstem) en armoede in Nederland (Bond Zonder Naam).   

## Thema's
Het werk van Cordaid is onder te verdelen in een aantal hoofdthema's, waaronder gezondheidszorg, noodhulp, onderwijs, voedsel en inkomen, vrede en veiligheid en armoedebestrijding in Nederland.

## Programma's
Enkele voorbeelden van het werk van Cordaid zijn:
- Toegang tot en verbetering van gezondheidszorg. In de veel landen die kampen met extreme armoede en conflict functioneert het gezondheidszorgsysteem slecht door gebrek aan middelen en personeel.
- Noodhulp en rampenpreventie. Een ramp moet koste wat kost voorkomen worden. In gebieden met een verhoogd risico moeten bewoners worden voorbereid om schade en leed te beperken. Doet een ramp zich voor, dan zijn een snelle reactie en lokale kennis de belangrijkste vereisten.
- Minderheden. Sommige bevolkingsgroepen worden niet beschouwd als volwaardige burgers en hebben te maken met discriminatie, uitsluiting en armoede.
- Vrouwenrechten en gendergerelateerd geweld. Wereldwijd heeft gemiddeld één op de drie vrouwen ervaringen met geweld, verkrachting of andere vormen van misbruik.
- Verzoening en wederopbouw. Sommige landen zijn brandhaarden van conflicten, waardoor sociale verbanden en infrastructuur worden verwoest.
- Zorg voor kwetsbare groepen. Kinderen, chronisch armen, mensen met een handicap en ouderen ontberen vaak toegang tot gezondheidszorg en onderwijs.
- Hiv/aids. Met name de snelle verspreiding van de ziekte onder mensen die leven in armoede is een groot probleem.
- Microfinanciering en ontwikkeling van de private sector. Microfinanciering is als instrument breed erkend in de armoedebestrijding. Zeker voor vrouwen die voor een gezin moeten zorgen, kan dit kansen bieden. Door het midden- en kleinbedrijf te ondersteunen kunnen meer mensen rekenen op werk en een inkomen.

## Samenwerking
Cordaid is vertegenwoordigd in drie internationale katholieke netwerken: CIDSE, Caritas Internationalis en Medicus Mundi Internationalis en in het protestantse netwerk ACT Alliance. Nationaal werkt Cordaid samen met andere hulporganisaties bij de Samenwerkende Hulporganisaties. Wereldwijd werkt Cordaid samen met honderden (lokale) partners die projecten implementeren of fondsen toekennen.